# Friedrich Jahn (Mediziner, 1888)

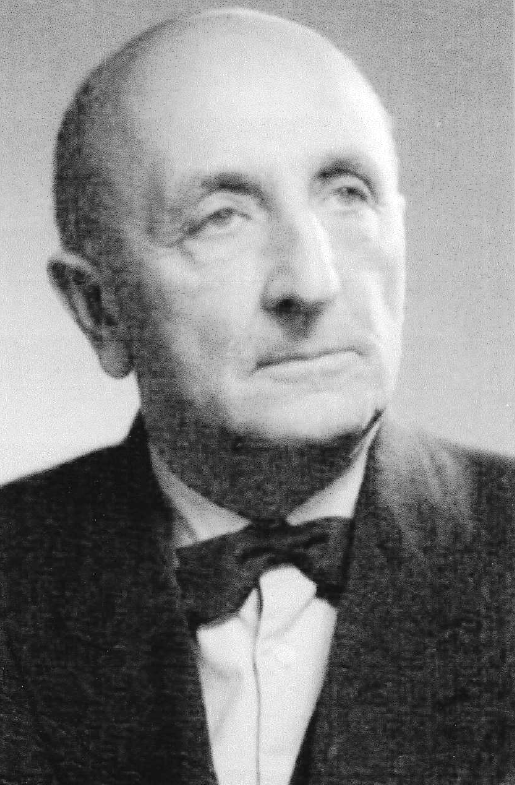
Friedrich Jahn

Friedrich Jahn (* 30. Juli 1888 in Treuen im Vogtland; † 14. Februar 1984 in Schmalkalden) war ein deutscher Arzt und Wissenschaftler. Durch seinen Mut und gelebten Humanismus widersetzte er sich in seiner Funktion als Chefarzt der Schmalkalder Klinik den Befehlen der Wehrmacht gegen Ende des Zweiten Weltkriegs und rettete somit das Leben unzähliger Schmalkaldener Bürger und Kriegsverwundeter im Lazarett.

## Leben
Friedrich Karl Jahn wurde am 30. Juli 1888 in Treuen im Vogtland als Spross einer alteingesessenen Färberfamilie geboren. Bereits 1590 hatte sein Vorfahr Balthasar Jahn ein kurfürstliches Privileg für eine Schwarzfärberei in Oelsnitz erhalten.
Friedrichs Vater Louis Jahn (1850–1890) lebte zwischen 1869 und 1873 in Amerika und ließ sich 1879 in Treuen nieder, um hier eine eigene Färberei zu gründen. 1882 heiratete er Magdalena Lohse (1860–1917), deren Eltern ein Rittergut in Treuen gepachtet hatten. Louis Jahn starb bereits im Alter von 40 Jahren, so dass Friedrich und seine beiden älteren Schwestern früh zu Halbwaisen wurden. Seine Mutter heiratete den Stadtrat und Fabrikanten August Fischer und führte das Unternehmen ihres verstorbenen Mannes weiter.
Schon in seiner Kindheit interessierte sich Friedrich Jahn besonders für Physik, Chemie und Biologie. In Leipzig studierte er Medizin und wurde 1914 mit seiner Doktorarbeit „Über Jodosobenzoesäure“ promoviert. Am 22. Februar 1919 heiratete er in Zwickau die Lehrertochter Martha Schönfeld (1892–1970). Das Paar siedelte nach Schmalkalden über, wo Jahn eine Anstellung am Kreiskrankenhaus erhielt. Am 8. Januar 1920 kam ihr Sohn Herbert zur Welt, der später als Physiker an der Kernforschungsanlage Jülich arbeitete.
Am 1. November 1928 übernahm Jahn als Facharzt für Innere Krankheiten die neu eröffnete Innere Abteilung des Krankenhauses und baute die Chirurgie auf. Von 1949 bis 1958 leitete er als Chefarzt die Röntgenabteilung und förderte den Einsatz neuester Geräte. Als leidenschaftlicher Forscher untersuchte er auch in seiner Freizeit mit einem selbst entwickelten Spektrometer das Blut seiner Patienten. Seine Forschungen zur Staublunge trugen mit dazu bei, dass diese Erkrankung – unter der viele Schmalkalder Werkzeugschleifer, Bergleute und Arbeiter der Eisenerz- und Spatgewinnung litten – als Berufskrankheit anerkannt wurde.
1965 wies Jahn in einem medizinischen Gutachten den Heilwert der Schmalkalder Mineralwasserquellen nach, die unweit des Krankenhauses am Rande des Flusses „Schmalkalde“ sprudeln. Mit weiteren Ärzten regte er an, die Quellen zu nutzen und ein Heilbad zu errichten. Wegen Geldmangels wurde dieses Projekt nicht realisiert.
Am 30. Juni 1966 wurde Jahn nach 50 Jahren Tätigkeit als Arzt im 78. Lebensjahr aus dem Gesundheitswesen verabschiedet. Am 14. Februar 1984 starb Dr. Jahn im Alter von 95 Jahren in Schmalkalden.

## Besonderes Verdienst
Jahn war im Frühjahr 1945 Chefarzt des Kreiskrankenhauses in Schmalkalden. Die Stadt wurde vom nationalsozialistischen Regime zum Lazarettschwerpunkt erklärt und erhielt dadurch den internationalen Status einer offenen, unter Schutz der Genfer Konvention stehenden Stadt. Das Krankenhaus und andere Objekte der Stadt wurden als Lazarett eingerichtet. Die Zahl der verwundeten Soldaten, die von der Front hierher transportiert wurde, nahm täglich zu.
Zu Ostern erhielt Friedrich Jahn aus Weimar per Funk den Befehl, das Krankenhaus-Lazarett zu räumen, alle marschfähigen Kranken sofort in Richtung Osten in Marsch zu setzen und dafür alle verfügbaren Transportmittel einzusetzen. Der Chefarzt sollte sich mit seinem Personal ebenfalls anschließen. Die Schwerkranken sollten zurückgelassen werden und nur so viel Personal erhalten wie unbedingt zur Versorgung erforderlich sei.
Von der örtlichen NSDAP- und Wehrmachtsführung war beschlossen worden, den bereits aus westlicher Richtung anrückenden alliierten Truppen, die den Werragrund erreicht hatten, Widerstand zu leisten. Die Stadt sollte rund-um-verteidigt werden, Panzersperren und Schützengräben sollten errichtet werden und der „Volkssturm“ sollte zum Einsatz kommen.
Die Stadt war vor ihrer Ernennung als Lazarettstützpunkt zuvor schon zweimal bombardiert worden. Jahn wusste, dass der jetzige Befehl das Ende der gesamten Region und den Tod tausender Menschen bedeuten würde. Er widersetzte sich dem Befehl der Räumung seines Krankenhauses, da er wusste, dass auch die Verletzten den Transport nicht überleben würden. Er hisste als erster die Weiße Flagge auf dem Dach des Krankenhauses und sprach mehrmals bei der Kreis- und Stadtführung persönlich vor, um diese von ihrer Entscheidung abzubringen. Seine Persönlichkeit, sein Einfluss und seine Androhung, die Befehlsgeber öffentlich für alle Toten zur Verantwortung ziehen zu lassen, ergaben dann nach längeren Auseinandersetzungen auch mit dem NS-Bürgermeister am 3. April 1945 eine kampflose Übergabe an die anrückende 3. US-Armee und somit den Erhalt der mittelalterlichen Kleinstadt Schmalkalden und das Überleben ihrer Bürger.